# USS Kearsarge (BB-5)
USS Kearsarge foi um encouraçado da Marinha dos Estados Unidos e navio líder de sua classe de encouraçados pré-dreadnought. Ele recebeu o nome do sloop-of-war USS Kearsarge, famoso por afundar o CSS Alabama, e foi o único couraçado da Marinha dos Estados Unidos que não recebeu o nome de um estado.
Sua quilha foi lançada pela Newport News Shipbuilding, de Virgínia, em 30 de junho de 1896. Ele foi lançado em 24 de março de 1898, patrocinado pela Sra. Elizabeth Winslow (nascida Maynard), esposa do contra-almirante Herbert Winslow, e comissionado em 20 fevereiro de 1900.
Entre 1903 e 1907, Kearsarge serviu na Frota do Atlântico Norte, e de 1907 a 1909 navegou como parte da Grande Frota Branca. Em 1909 foi descomissionado para modernização, que foi concluída em 1911. Em 1915 serviu no Atlântico e entre 1916 e 1919 serviu como navio-escola. Ele foi convertido em um navio guindaste em 1920, renomeado Crane Ship No. 1 em 1941 e vendido para sucata em 1955.

## Projeto
A classe da qual Keasarge fazia parte foi projetada para atuar na defesa costeira. Eles tinham um deslocamento de 10 470 toneladas, um comprimento total de 114 metros, uma boca de 22 metros e um calado de sete metros. Os dois motores a vapor de expansão tripla vertical de 3 cilindros e cinco caldeiras Scotch, conectadas a dois eixos de hélice, produziam um total de 9 705 quilowatts, e deram aos couraçados a capacidade de chegarem a uma velocidade máxima de dezesseis nós (31 quilômetros por hora). Kearsarge foi tripulado por quarenta oficiais e 514 praças, um total de 554 tripulantes.

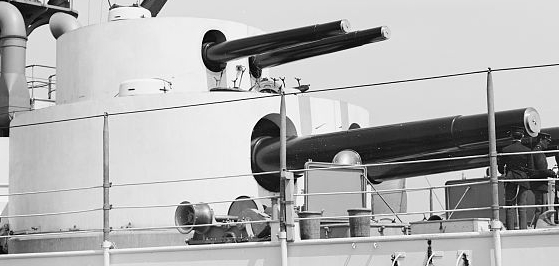
Torre dupla do Kearsarge em 8 de abril de 1900

Kearsarge tinha duas torres duplas, com dois canhões de 330 milímetros (em baixo) e dois de 203 milímetros (em cima) cada, colocadas uma em cima da outra. Os canhões e a blindagem da torre foram projetados pelo Bureau of Ordnance, enquanto a própria torre foi projetada pelo Bureau of Construction and Repair. Isso fez com que os canhões fossem montados bem atrás na torre, tornando as portas muito grandes. O almirante William Sims afirmou que, como resultado, um projétil disparado poderia atingir os depósitos abaixo, explodindo os canhões. Este design era consideravelmente diferente de outros encouraçados de sua época, que concentravam suas torres principais em posições mais vantajosas, além de possuirem apenas uma bateria secundária, ou seja, canhões de até 240 milímetros, embora tenham sido principalmente utilizados canhões de 152 milímetros (A Classe Shikishima é um típico exemplo dessa configuração de baterias). Portanto, este design dava continuidade ao que foi feito no USS Indiana no quesito da criação de um novo tipo de bateria, a intermediária, feita principalmente para auxiliar a bateria principal nos combates a longa distância.
Além desse armamento, Kearsarge carregava quatorze canhões de 127 milímetros, vinte de 57 milímetros, oito  de 37 milímetros, quatro metralhadoras de sete milímetros e quatro tubos de torpedo de 457 milímetros. Kearsarge tinha uma borda livre muito baixa, o que resultou em suas armas se tornando inutilizáveis com mau tempo.
O cinturão de blindagem da linha d'água do navio era de 419 milímetros de espessura e as torres dos canhões principais foram protegidas por placas de 381 a 432 milímetros, enquanto as torres secundárias tinham 152 a 279 milímetros. As barbetas tinham 318 a 381 milímetros de espessura, enquanto a torre de comando tinha 254 milímetros de blindagem. As placas de sua blindagem eram feitas de aço.
Kearsarge carregava dezesseis barcos menores. Um cúter a vapor de doze metros de comprimento, com capacidade para sessenta homens, juntamente com outro cúter de dez metros, eram utilizados para transporte geral para o porto, podendo rebocar os demais barcos se necessário. Duas lanchas de dez metros, cada uma capaz de transportar 64 homens, eram os "barcos de trabalho". Havia dez embarcações de nove metros: quatro lanchas, cada uma com capacidade para 45 homens, a barca do Almirante, duas baleeiras (que serviam de botes salva-vidas) e a "carruagem do Capitão". Quatro barcos menores completavam o sistema de botes do Kearsarge: dois barcos de seis metros, e dois botes catamarãs de cinco metros.

### Construção

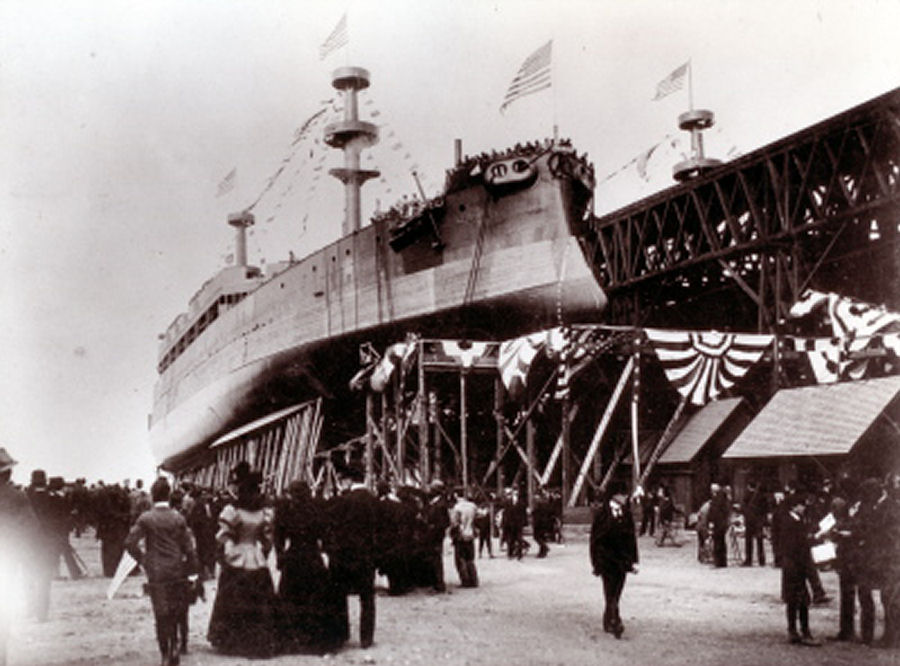
Kearsarge no dia de seu lançamento, 24 de março de 1898. Os mastros de Kentucky são visíveis ao fundo.

Kearsarge teve sua construção autorizada em 2 de março de 1895, o contrato para sua construção foi concedido em 2 de janeiro de 1896, e a quilha do navio foi batida em 30 de junho de 1896 pela Newport News Shipbuilding & Dry Dock Company na Virgínia. O custo total foi de 5.043.591,68 de dólares americanos. Foi o segundo navio a ter este nome, sendo que o primeiro foi a chalupa da Guerra Civil Americana Kearsarge, e foi o primeiro navio da Marinha dos Estados Unidos a ser nomeado por ato do Congresso. Ele foi o único encouraçado dos EUA que não recebeu o nome de um estado. Ele foi batizado em 24 de março de 1898 (no mesmo dia que seu navio irmão, Kentucky) pela Sra. Elizabeth Winslow (nascida Maynard), a esposa do capitão Herbert Winslow, nora do capitão John Ancrum Winslow, o comandante do Kearsarge original. Ele foi comissionado em 20 de fevereiro de 1900, sob o comando do capitão William M. Folger.

## Histórico de serviço

### Início de carreira

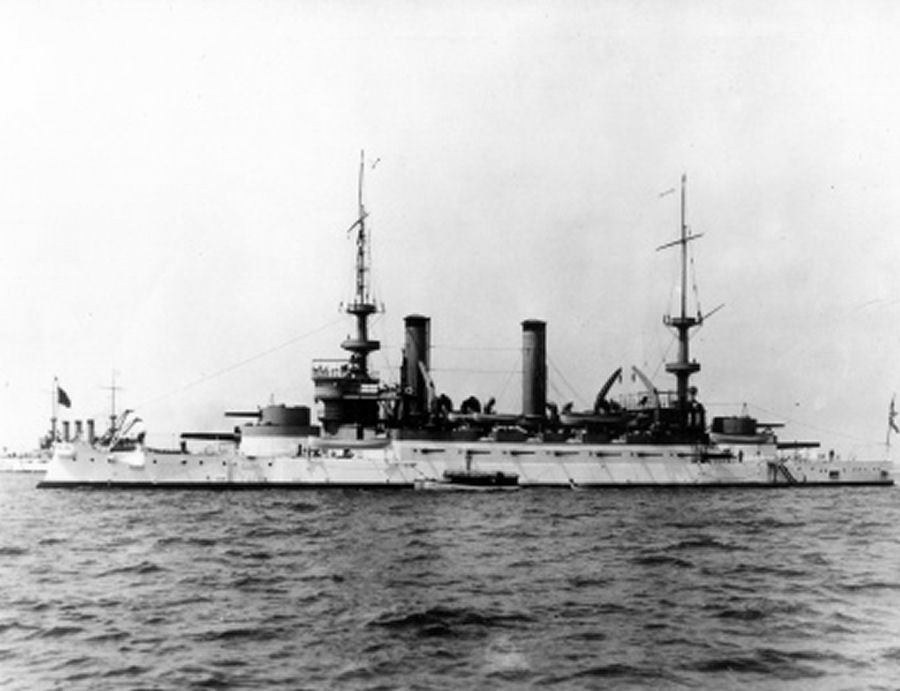
Kearsarge durante o cruzeiro da Grande Frota Branca.

Assim que entrou em serviço, foi nomeado como nau-capitânia do Esquadrão do Atlântico Norte. Kearsarge navegava ao longo da costa atlântica e do Mar do Caribe durante este período. Em maio de 1901 o capitão Bowman H. McCalla assumiu o comando de Kearsarge, embora em maio de 1902 o navio estivesse sendo comandado pelo capitão Joseph Newton Hemphill. Após ser realocado como nau-capitânia do Esquadrão Europeu, partiu de Sandy Hook em 3 de junho de 1903, a caminho de Kiel, Alemanha. Ele foi visitado pelo imperador Guilherme II da Alemanha em 25 de junho, e pelo príncipe de Gales – que mais tarde se tornaria o rei George V do Reino Unido – em 13 de julho.
Kearsarge retornou a Bar Harbor, Maine, em 26 de julho, e retomou sua posição original. Em 1º de dezembro o navio partiu de Nova York para a Baía de Guantánamo, Cuba, onde esteve presente quando os Estados Unidos tomaram posse formal da Base Naval de Guantánamo em 10 de dezembro. Em 26 de março de 1904, o capitão Raymond P. Rodgers assumiu o comando do navio. Após alguns exercícios no Mar do Caribe, Kearsarge partiu com o Esquadrão do Atlântico Norte para Lisboa, Portugal, onde conheceu o rei Carlos I em 11 de junho de 1904. O Dia da Independência foi comemorado pela tripulação do encouraçado quando estavam na Baía de Phaleron, Grécia, com o rei Jorge I da Grécia e seu filho, o príncipe André da Grécia e Dinamarca e sua nora, princesa Alice de Battenberg. O esquadrão visitou Corfu, Trieste, e Fiume antes de retornar a Newport, Rhode Island, em 29 de agosto de 1904.
Em 31 de março de 1905, Maine substituiu Kearsarge como navio-almirante da Frota do Atlântico Norte, embora ainda tenha permanecido na frota. O capitão Herbert Winslow assumiu o comando do navio em dezembro. Em 13 de abril de 1906, enquanto participava de um exercício em Cabo Cruz, Cuba, a pólvora de um dos seus canhões de 330 milímetros explodiu acidentalmente, matando dois oficiais e oito homens.

### Grande Frota Branca
Anexado à Quarta Divisão do Segundo Esquadrão, e sob o comando do Capitão Hamilton Hutchins, navegou em 16 de dezembro de 1907 com a Grande Frota Branca. A frota partiu de Hampton Roads, passou por Trinidad e Rio de Janeiro, e depois passou pelo Estreito de Magalhães. De lá passou pela costa oeste da América do Sul, visitando Punta Arenas e Valparaíso, Chile, Callao, Peru, e Baía de Magdalena, México. A frota chegou a San Diego em 14 de abril de 1908 e seguiu para São Francisco em 6 de maio. Dois meses depois, os encouraçados partiram para Honolulu, Havaí, e de lá para Auckland, Nova Zelândia, chegando em 9 de agosto. A frota passou por Sydney, Austrália, em 20 de agosto, e depois de uma semana partiu para Melbourne.
Kearsarge partiu de Albany, Austrália Ocidental, em 18 de setembro para portos nas Ilhas Filipinas, Japão, China e Ceilão antes de transitar pelo Canal de Suez. A frota se dividiu em Port Said, com Kearsarge partindo em 10 de janeiro de 1909 para Malta, e chegando a Argel em 24 de janeiro, antes de se reencontrar com a frota em Gibraltar em 1 de fevereiro. Ele retornou a Hampton Roads em 22 de fevereiro e foi inspecionado pelo presidente dos EUA, Theodore Roosevelt.

### Primeira Guerra Mundial

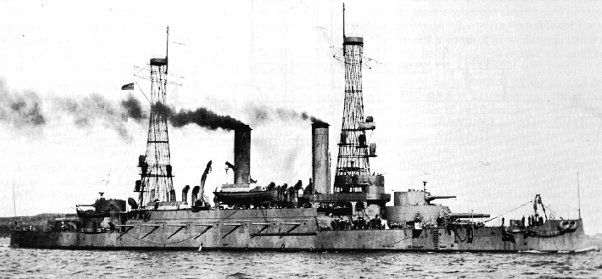
Kearsarge fora de Boston em outubro de 1916, após sua modernização.

Tal como aconteceu com a maioria dos navios da Grande Frota Branca, Kearsarge foi modernizado em seu retorno. Ele foi descomissionado no Estaleiro Naval da Filadélfia em 4 de setembro de 1909, e a modernização foi concluída em 1911, a um custo de 675.000 dólares. O navio recebeu mastros de treliça, novas caldeiras aquatubulares e outros quatro canhões de 127 milímetros. Os canhões de 25 milímetros foram removidos, assim como dezesseis dos canhões de 152 milímetros. Ele foi recomissionado em 23 de junho de 1915, e operou ao longo da costa atlântica. Em 17 de setembro, ele deixou a Filadélfia para desembarcar um destacamento de fuzileiros navais dos EUA em Veracruz, México, permanecendo lá de 28 de setembro de 1915 a 5 de janeiro de 1916. Ele então carregou os fuzileiros navais para Nova Orleans, Louisiana, antes de se juntar a Frota Reserva do Atlântico na Filadélfia em 4 de fevereiro. Até os Estados Unidos entrarem na Primeira Guerra Mundial, treinou as milícias navais [en] de Massachusetts e Maine. Durante a guerra, foi usado para treinar tripulações da Guarda Armada e engenheiros navais durante cruzeiros ao longo da costa atlântica. Em 18 de agosto de 1918, Kearsarge resgatou 26 sobreviventes da barca norueguesa Nordhav que havia sido afundada pelo U-117, levando-os para Boston.

### Período entreguerras

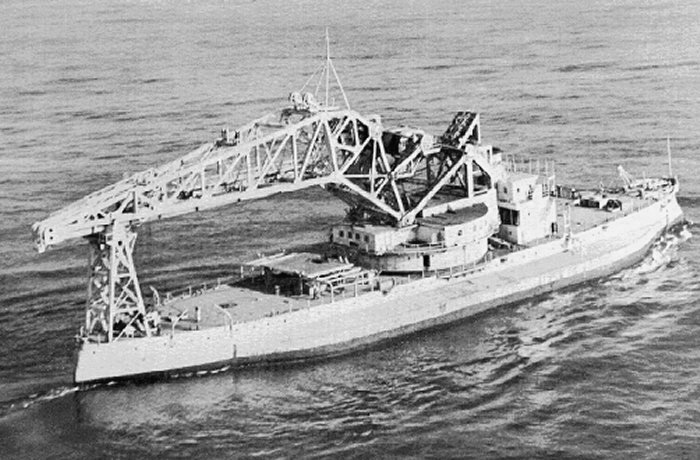
Kearsarge como Navio Guindaste No. 1

Entre 29 de maio e 29 de agosto de 1919, Kearsarge treinou aspirantes da Academia Naval dos Estados Unidos no Caribe. Kearsarge partiu de Annapolis, Maryland para o Philadelphia Navy Yard, onde foi descomissionado em 10 de maio ou 18 de maio de 1920.
Kearsarge foi convertido em um navio guindaste, e recebeu a designação "IX-16" em 17 de julho de 1920, mas foi alterado para "AB-1" em 5 de agosto. Suas torres, superestrutura e blindagem foram removidas e substituídas por um grande guindaste giratório com capacidade de elevação de 250 toneladas, bem como bolhas de três metros em seu casco, o que melhorou sua estabilidade. O navio guindaste foi utilizado com frequência nos próximos 20 anos, incluindo o levantamento do USS Squalus em 1939.

### Segunda Guerra Mundial
Em 6 de novembro de 1941, Kearsarge foi renomeado Navio Guindaste No. 1, permitindo que seu nome fosse dado a Hornet (CV-12), e mais tarde para Kearsarge (CV-33). Ele continuou seu serviço, no entanto, manuseando canhões, torres, blindagens e outros serviços do género para navios como Indiana, Alabama, Savannah, Chicago e Pennsylvania.
Ele foi transferido para o Estaleiro Naval de São Francisco em 1945, onde participou da construção do Hornet e do Boxer e da reconstrução do Saratoga. Uma de suas últimas atribuições foi realizar levantar peças durante a remontagem de outro navio guindaste, YD-171 (ex-Schimmkran nº 1) na Ilha Terminal. Em 1948 ele deixou a Costa Oeste para o Estaleiro Naval de Boston. Em 22 de junho de 1955, seu nome foi retirado do Registro Naval e foi vendido para sucata em 9 de agosto.

#### Livros
- Albertson, Mark (2007). They'll Have to Follow You!: The Triumph of the Great White Fleet. Mustang, Oklahoma: Tate Publishing & Enterprises. ISBN 978-1-60462-145-7
- Bauer, Karl Jack; Roberts, Stephen S. (1991). Register of Ships of the U.S. Navy, 1775–1990: Major Combatants. Westport, Connecticut: Greenwood Publishing Group. ISBN 0-313-26202-0
- Chesneau, Roger; Koleśnik, Eugène M.; Campbell, N.J.M. (1979). Conway's All the World's Fighting Ships, 1860–1905. London: Conway Maritime Press. ISBN 0-85177-133- Verifique |isbn= (ajuda)
- Crawford, Michael J. (2008). The World Cruise of the Great White Fleet: Honoring 100 Years of Global Partnerships and Security. Washington, D.C.: United States Government Printing Office. ISBN 978-0-945274-59-9
- Daniels, ed. (1920). German Submarine Activities on the Atlantic Coast of the United States and Canada (PDF). Washington, D.C.: United States Government Printing Office. ISBN 1-78039-135-8. Consultado em 9 de outubro de 2022
- Fitzsimons, Bernard (1978). The Illustrated Encyclopedia of 20th Century Weapons and Warfare. 15. Milwaukee: Purnell Reference Books. ISBN 978-0-8393-6175-6
- Friedman, Norman (1985). U.S. Battleships, An Illustrated Design History. Annapolis, Maryland: Naval Institute Press. ISBN 0-87021-715-1
- Garzke, William H. Jr.; Dulin, Robert O. Jr. (1995). Battleships: United States Battleships, 1935–1992 2nd revised and illustrated ed. Annapolis, Maryland: Naval Institute Press. ISBN 1-55750-174-2
- Graff, Cory; Puget Sound Navy Museum (2010). The Navy in Puget Sound. Charleston, South Carolina: Arcadia Publishing. ISBN 978-0-7385-8081-4
- Morris, James M.; Kearns, Patricia M. (2011). «Kearsarge, USS (BB5), battleship». Historical Dictionary of the United States Navy 2nd ed. Lanham, Maryland: Scarecrow Press. p. 206. ISBN 978-0-8108-7229-5
- Newhart, Max R. (1995). American Battleships: A Pictorial History of BB-1 to BB-71. Missoula, Montana: Pictorial Histories Publishing Company. ISBN 978-1-57510-004-3
- Polmar, Norman (2005). The Naval Institute Guide to the Ships and Aircraft of the U.S. Fleet 18th ed. Annapolis, Maryland: Naval Institute Press. ISBN 978-1-59114-685-8
- Reilly, John C.; Scheina, Robert L. (1980). American Battleships 1886–1923: Predreadnought Design and Construction. Annapolis, Maryland: Naval Institute Press. ISBN 0-87021-524-8
- Sieche, Erwin F. (1990). «Austria-Hungary's Last Visit to the USA». Warship International. XXVII (2): 142–164. ISSN 0043-0374
- Gardiner, Robert and Lambert, Andrew Steam, Steel and Shellfire: The Steam Warship, 1815–1905. Conways, London, 2001, ISBN 0-7858-1413-2
  - Roberts, J. "The Pre-Dreadnought Age" in Gardiner Steam, Steel and Shellfire.
  - Campbell, J. "Naval Armaments and Armour" in Gardiner Steam, Steel and Shellfire.
- Brook, Peter (1999). Warships for Export: Armstrong Warships 1867–1927. Gravesend: World Ship Society. ISBN 0-905617-89-4

#### Jornais
- «Kentucky is Launched» (PDF). Houston Daily Post. 25 de março de 1898. p. 4. Consultado em 9 de outubro de 2022
- «The New Kearsarge» (PDF). Times. Washington, D.C. 20 de fevereiro de 1900. p. 5. Consultado em 9 de outubro de 2022
- «A Battleship's Boats» (PDF). New-York Tribune. 6 de março de 1900. p. 21. Consultado em 9 de outubro de 2022
- «M'Calla Ordered Home» (PDF). Times. Washington, D.C. 17 de março de 1901. p. 13. Consultado em 9 de outubro de 2022
- «A Dinner in Their Honor» (PDF). New-York Tribune. 29 de maio de 1902. p. 3. Consultado em 9 de outubro de 2022
- «The Kearsarge Off for Kiel» (PDF). New-York Tribune. 4 de junho de 1903. p. 3. Consultado em 9 de outubro de 2022
- «Kaiser Warmly Praises Visiting American Fleet» (PDF). St. Louis Republic. 26 de junho de 1903. p. 1. Consultado em 9 de outubro de 2022
- «Prince of Wales a Guest Aboard the Kearsarge» (PDF). The San Francisco Call. 14 de julho de 1903. p. 3. Consultado em 9 de outubro de 2022
- «Kearsarge Ends Her Ocean Race» (PDF). The San Francisco Call. 27 de julho de 1903. p. 3. Consultado em 9 de outubro de 2022
- «"Enemy's" Fleet Leaves Bar Harbor for the Mimic War» (PDF). The Washington Times. 3 de agosto de 1903. p. 1. Consultado em 9 de outubro de 2022
- «Battleships Begin Winter Cruise» (PDF). The San Francisco Call. 2 de dezembro de 1903. p. 3. Consultado em 9 de outubro de 2022
- «Formal Occupancy of Guantanamo» (PDF). The San Francisco Call. 11 de dezembro de 1903. p. 11. Consultado em 9 de outubro de 2022
- «To Command the Kearsarge» (PDF). Evening Bulletin. Maysville, Kentucky. 26 de março de 1904. p. 1. Consultado em 9 de outubro de 2022
- «Extraordinary Honors for American Squadron» (PDF). St. Louis Republic. 12 de junho de 1904. p. 11. Consultado em 9 de outubro de 2022
- «Warships in the Adriatic» (PDF). Evening Star. Washington, D.C. 8 de julho de 1904. p. 1. Consultado em 9 de outubro de 2022
- «Foreign Affairs» (PDF). Edgefield Advertiser. 3 de agosto de 1904. p. 1. Consultado em 9 de outubro de 2022
- «To Engage in Target Practice» (PDF). Evening Star. Washington, D.C. 24 de março de 1905. p. 5. Consultado em 9 de outubro de 2022
- «To Command the Kearsarge» (PDF). Evening Star. Washington, D.C. 13 de dezembro de 1905. p. 17. Consultado em 9 de outubro de 2022
- «Admiral Evans on the Kearsarge Explosion» (PDF). Pensacola Journal. 21 de abril de 1905. p. 1. Consultado em 9 de outubro de 2022
- «Naval Funeral for Lieut. Graeme» (PDF). New-York Tribune. 24 de abril de 1905. p. 7. Consultado em 9 de outubro de 2022
- «Admiral H. Winslow Dead» (PDF). The New York Times. 26 de setembro de 1914. Consultado em 9 de outubro de 2022

### Recursos online
- «Kearsarge II (encouraçado nº 5)». Comando de História e Patrimônio Naval. Consultado em 10 de outubro de 2022
- «Crane Ship No. 1 (AB 1)». Naval Vessel Register. Marinha dos Estados Unidos. Consultado em 9 de outubro de 2022
- Roberts, Stephen S. (Dezembro de 2010). «Unclassified (IX), Special Types». Register of Ships of the U.S. Navy: Auxiliary Vessels 1884–1945. Consultado em 9 de outubro de 2022
- «One Crane Builds Another». Popular Mechanics. 90 (3). Popular Mechanics Company. pp. 96–97